# Emiliano Chamorro
Emiliano Chamorro Vargas (Acoyapa, 11 de mayo de 1871 - Managua, 26 de febrero de 1966) fue un militar y político nicaragüense, Presidente de la República de Nicaragua entre el 1 de enero de 1917 y el 1 de enero de 1921, y, posteriormente, de facto entre el 17 de enero y el 11 de noviembre de 1926 a raíz de ejecutar un golpe de Estado contra el presidente constitucional Carlos José Solórzano.

## Vida privada
Chamorro nació en Acoyapa, el 11 de mayo de 1871. Sus padres fueron Salvador Chamorro y doña Gregoria Vargas Báez, pertenecientes ambos a familias de la primera sociedad de sus respectivos departamentos de Chontales y Granada. Dos años después de nacido, Gregoria Vargas contrae matrimonio con Evaristo Enríquez, prefecto del departamento de Chontales en ese entonces, y poco tiempo después el nuevo hogar se trasladó a la población de Comalapa, con el propósito de afincarse ahí.

## Vida política
De ideología conservadora fue un ferviente opositor al régimen liberal de José Santos Zelaya, cuando este fue derrocado en 1909 fue nombrado presidente de la Asamblea Constituyente y líder del Partido Conservador.

## Tratado Chamorro-Bryan
Como recompensa por su contribución a la derrota de la revuelta contra el presidente Adolfo Díaz Recinos fue nombrado Ministro Plenipotenciario en Estados Unidos. En el ejercicio de su cargo, firmó en 1914 el funesto Tratado Bryan-Chamorro, por el que se concedía a Estados Unidos el derecho a perpetuidad para construir un canal interoceánico que a través de Nicaragua uniría el Mar Caribe y el Océano Pacífico. 

## Presidente electo
En 1917 fue elegido Presidente de La República, y gobernó hasta 1921, fecha en la que regresó como ministro plenipotenciario a Estados Unidos. 
Volvió a presentarse como candidato a la presidencia en 1923, pero fue derrotado por Carlos José Solórzano de la corriente republicana de su mismo partido.

## El Lomazo de 1926
En 1926 asumió el poder tras un golpe de Estado contra el presidente Solórzano, pero tuvo que dimitir por las presiones estadounidenses, depositando la Presidencia en Sebastián Uriza, quien luego la entregó a Adolfo Díaz Recinos.

## Pacto de los generales
Desde 1933 fue líder del Partido Conservador en el exilio.
Opositor en un principio a la dictadura de Anastasio Somoza García, llegó finalmente a un acuerdo con este, por el cual se garantizaba al partido conservador cierto número de escaños en el Congreso Nacional, lo cual le enajenó el apoyo de los miembros más radicales de su partido.

## En la cultura popular
Un retrato de Chamorro aparece como elemento argumental en la legendaria novela Spalovač mrtvol, del escritor checo Ladislav Fuks, publicada en 1967. En 1968 se estrenó una adaptación cinematográfica de culto, dirigida por Juraj Herz.